# 에티오피아 항공의 운항 노선
2018년 8월 기준으로 에티오피아 항공은 다음과 같은 노선을 운항하고 있다.
- 표시는 여객과 화물을 동시에 운항하며 화물 표시는 화물기만 취항하고 있다.

## 운항 노선

### 아시아

#### 동아시아
- 대한민국
  - 서울 - 인천국제공항
- 중화인민공화국
  - 베이징 - 베이징 서우두 국제공항
  - 광저우 - 광저우 바이윈 국제공항
  - 난징 - 난징 루커우 국제공항 화물
  - 상하이 - 상하이 푸둥 국제공항
  - 청두 - 청두 솽류 국제공항
- 홍콩
  - 홍콩 - 홍콩 첵랍콕 국제공항 *

#### 동남아시아
- 말레이시아
  - 쿠알라룸푸르 – 쿠알라룸푸르 국제공항
- 싱가포르
  - 싱가포르 – 싱가포르 창이 국제공항
- 인도네시아
  - 자카르타 – 수카르노 하타 국제공항
- 태국
  - 방콕 - 수완나품 국제공항
- 필리핀
  - 마닐라 - 니노이 아키노 국제공항

#### 남아시아
- 인도
  - 델리 - 인디라 간디 국제공항
  - 뭄바이 - 차트라파티 시바지 국제공항 *
  - 벵갈로르 - 벵갈루루 국제공항 *
  - 아마다바드 - 사다르 발라바이 파텔 국제공항 화물
  - 첸나이 - 첸나이 국제공항 화물 - (2020년 4월 1일 여객노선 신규취항)

#### 서남아시아
- 레바논
  - 베이루트 - 베이루트 라픽 국제공항
- 바레인
  - 마나마 - 바레인 국제공항
- 사우디아라비아
  - 리야드 - 킹 칼리드 국제공항 *
  - 담맘 - 킹 파드 국제공항
  - 제다 - 킹 압둘아지즈 국제공항 *
- 아랍에미리트
  - 두바이 - 두바이 국제공항 *
- 예멘
  - 사나 - 사나 국제공항
- 오만
  - 무스카트 - 무스카트 국제공항
- 이스라엘
  - 텔아비브 - 벤구리온 국제공항
- 카타르
  - 도하 - 뉴도하 국제공항
- 쿠웨이트
  - 쿠웨이트 시티 - 쿠웨이트 국제공항

### 아프리카

#### 서아프리카
- 가나
  - 아크라 – 코토카 국제공항 *
- 기니
  - 코나크리 - 코나크리 국제공항
- 나이지리아
  - 라고스 - 무르탈라 모하메드 국제공항 *
  - 에누구 - 아카누 이비암 국제공항 *
  - 아부자 - 은남디 아지키웨 국제공항
  - 카노 - 말람 아미누 카노 국제공항
  - 카두나 - 카두나 국제공항
- 말리
  - 바마코 – 세누 국제공항
- 베냉
  - 코토누 – 카제훈 국제공항
- 부르키나파소
  - 와가두구 – 와가두구 공항
- 세네갈
  - 다카르 – 레오폴 세다르 상고르 국제공항
- 수단
  - 하르툼 – 하르툼 국제공항
  - 말라칼 – 말라칼 공항
- 토고
  - 로메 – 로메 토코인 공항 *
- 코트디부아르
  - 아비장 – 포르부에 공항

#### 중앙아프리카
- 가봉
  - 리브르빌 – 리브르빌 국제공항
- 적도 기니
  - 말라보 – 말라보 국제공항
- 카메룬
  - 두알라 – 두알라 공항
- 콩고 공화국
  - 브라자빌 – 마야마야 공항 *
  - 푸앵트누아르 – 푸앵트누아르 공항
- 콩고 민주 공화국
  - 킨샤사 – 은지리 국제공항 *
  - 루붐바시 – 루붐바시 국제공항

#### 남아프리카
- 나미비아
  - 빈드후크 – 호세아 쿠타코 국제공항
- 남아프리카 공화국
  - 케이프타운 - 케이프타운 국제공항
  - 요하네스버그 – OR 탐보 국제공항 *
- 말라위
  - 릴롱궤 – 카마주 국제공항
- 보츠와나
  - 가보로네 – 세레체 카마 경 국제공항
- 부룬디
  - 부줌부라 – 부줌부라 국제공항 *
- 모잠비크
  - 마푸토 – 마푸토 국제공항
- 앙골라
  - 루안다 – 루안다 콰트루 드 페베레이루 공항
- 잠비아
  - 루사카 – 루사카 국제공항 *
- 짐바브웨
  - 하라레 – 하라레 국제공항
  - 빅토리아 폴스 - 빅토리아 폴스 공항

#### 동아프리카
- 르완다
  - 키갈리 – 키갈리 국제공항 *
- 에티오피아
  - 아디스아바바 – 볼레 국제공항 허브
  - 아바민치 – 아바민치 공항
  - 아소사 – 아소사 공항
  - 악숨 – 악숨 공항
  - 바히르다르 – 바히르다르 공항
  - 디레다와 – 아바 팀나 제마치 임마 국제공항
  - 감벨라 – 감벨라 공항
  - 고드 – 고드 공항
  - 곤다르 – 곤다르 공항
  - 후메라 – 후메라 공항
  - 지지가 – 지지가 공항
  - 짐마 – 아바수그드 공항
  - 카브리다르 – 카브리다르 공항
  - 랄리벨라 – 랄리벨라 공항
  - 마카리 – 알룰라아바 공항
  - 심바코 – 심바코 공항
  - 시레 – 시레 공항
- 남수단
  - 주바 – 주바 공항 *
- 우간다
  - 캄팔라 – 엔테베 국제공항 *
- 지부티
  - 지부티 시 – 지부티 암부울 국제공항 *
- 차드
  - 은자메나 – 은자메나 국제공항
- 케냐
  - 나이로비 – 조모 케냐타 국제공항 *
  - 몸바사 – 모이 국제공항
- 코모로
  - 모로니 – 프린스 사이드 이브라힘 국제공항
- 탄자니아
  - 다르에스살람 – 줄리어스 니에레레 국제공항
  - 킬리만자로 – 킬리만자로 국제공항
  - 잔지바르 – 잔지바르 국제공항

#### 북아프리카
- 이집트
  - 카이로 – 카이로 국제공항

### 유럽

#### 서유럽
- 영국
  - 런던 - 런던 히드로 국제공항
  - 맨체스터 - 맨체스터 공항
- 프랑스
  - 파리 - 파리 샤를 드 골 국제공항
- 독일
  - 프랑크푸르트 - 프랑크푸르트 국제공항
- 아일랜드
  - 더블린 - 더블린 공항
- 벨기에
  - 브뤼셀 - 브뤼셀 국제공항 *
  - 리에주 - 리에주 공항 화물

#### 중유럽
- 스위스
  - 제네바 - 제네바 국제공항
- 오스트리아
  - 빈 - 빈 국제공항

#### 남유럽
- 스페인
  - 마드리드 - 마드리드 바하라스 국제공항
  - 사라고사 - 사라고사 공항 화물
- 이탈리아
  - 로마 - 레오나르도 다 빈치 국제공항
  - 밀라노 - 밀라노 말펜사 국제공항 *
- 튀르키예
  - 이스탄불 - 이스탄불 아르나부코이 국제공항
  - 이스탄불 - 아타튀르크 국제공항 화물
- 포르투갈
  - 리스본 - 리스본 포르텔라 국제공항 계절편

#### 동유럽
- 러시아
  - 모스크바 - 도모데도보 국제공항

#### 북유럽
- 노르웨이
  - 오슬로 – 오슬로 가르데르모엔 국제공항
- 스웨덴
  - 스톡홀름 - 스톡홀름 알란다 국제공항

### 아메리카

#### 북아메리카
- 미국
  - 워싱턴 D.C. - 워싱턴 덜레스 국제공항
  - 뉴어크 - 뉴어크 리버티 국제공항
  - 시카고 - 시카고 오헤어 국제공항

#### 남아메리카
- 브라질
  - 상파울루 - 상파울루 구아룰류스 국제공항
- 아르헨티나
  - 부에노스아이레스 - 미니스토로 피스타리니 국제공항
- 칠레
  - 산티아고 - 코모도로 아르투로 메리노 베니테스 국제공항 화물

## 단항 노선

### 아시아

#### 동아시아
- 중화인민공화국
  - 항저우 - 항저우 샤오산 국제공항

#### 서남아시아
- 사우디아라비아
  - 다란 - 다란 국제공항
- 아랍에미리트
  - 아부다비 - 아부다비 국제공항
- 예멘
  - 아덴 - 아덴 국제공항
  - 타이즈 - 타이즈 국제공항
  - 호데이다 - 호데이다 국제공항
- 파키스탄
  - 카라치 - 진나 국제공항

### 아프리카

#### 서아프리카
- 라이베리아
  - 몬로비아 – 로버츠 국제공항
- 중앙아프리카 공화국
  - 방기 – 방기 음포코 국제공항

#### 동아프리카
- 남수단
  - 말라칼 – 말라칼 공항
- 수단
  - 포트수단 – 신 포트수단 국제공항
  - 와디할파 - 와디할파 공항
- 에리트레아
  - 아스마라 - 아스마라 국제공항
  - 마사와 - 마사와 국제공항
  - 아사브 - 아사브 국제공항
  - 테세네이 - 테세네이 공항
- 에티오피아
  - 고어 - 고어 공항
  - 김비 - 김비 공항
  - 데브라 마르코스 - 데브라 마르코스 공항
  - 데브레 타보르 - 데브레 타보르 공항
  - 뎀비돌로 - 뎀비돌로 공항
  - 두돌로 - 두돌라 공항
  - 레캠티 - 레캠티 공항
  - 마지 - 튬 공항
  - 바코 - 바코 공항
  - 베이카 - 베이카 공항
  - 부노 베들레 - 베들레 공항
  - 불치 - 불치 공항

### 유럽

#### 서유럽
- 독일
  - 베를린 - 베를린 테겔 국제공항
- 네덜란드
  - 암스테르담 – 암스테르담 스키폴 국제공항
  - 마스트리히트 - 마스트리히트 아헨 공항
- 룩셈부르크
  - 룩셈부르크 시티 - 룩셈부르크 핀델 국제공항 화물
- 벨기에
  - 오스텐더 - 오스텐더 브루제 국제공항

#### 남유럽
- 그리스
  - 아테네 - 엘리니콘 국제공항
- 스페인
  - 바르셀로나 - 바르셀로나 엘프라트 국제공항
- 키프로스
  - 라르나카 - 라르나카 국제공항

#### 동유럽
- 러시아
  - 모스크바 - 셰레메티예보 국제공항

### 아메리카

#### 북아메리카
- 미국
  - 로스앤젤레스 - 로스앤젤레스 국제공항

#### 남아메리카
- 브라질
  - 리우데자네이루 - 리우데자네이루 갈레앙 국제공항